# Banda sinfónica

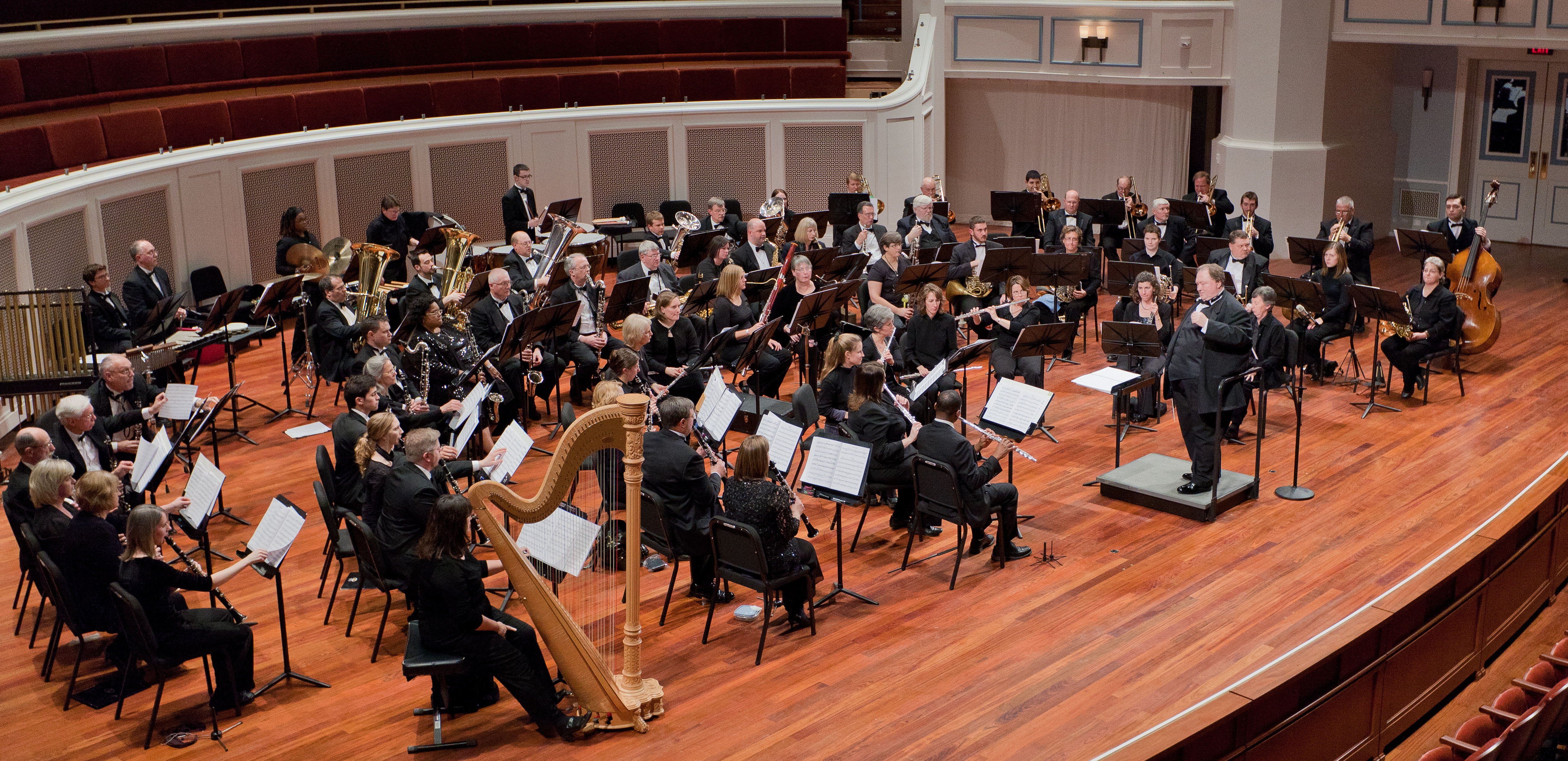
Una banda sinfónica en escena — La sinfónica de vientos de Indiana en 2014

Una banda sinfónica o banda de concierto  (también llamada en inglés Concert Band) se entiende que es un conjunto de músicos que interpretan instrumentos de viento, de percusión y algunos de cuerda. Los instrumentos de cuerda que pueden pertenecer a una banda sinfónica son el violonchelo y el contrabajo, aunque también, según la obra que se vaya a tocar, el piano y el arpa. 
Si bien la etimología de la palabra "sinfónico" proviene del griego y se traduce como "conjunto de sonidos" cualquier agrupación musical en la que exista armonía puede ser denominada sinfónica.

## Comparación con otros conjuntos musicales y juveniles

### Con banda de música
La principal diferencia entre una banda de música y una banda sinfónica es que la primera solo está compuesta por instrumentos de viento y percusión, mientras que la segunda está compuesta, también, por algunos instrumentos de cuerda, como el violonchelo, el contrabajo, el piano, el arpa, pero nunca violines ni violas. Existen bandas sinfónicas con solo instrumentos de viento pero con todas las familias.

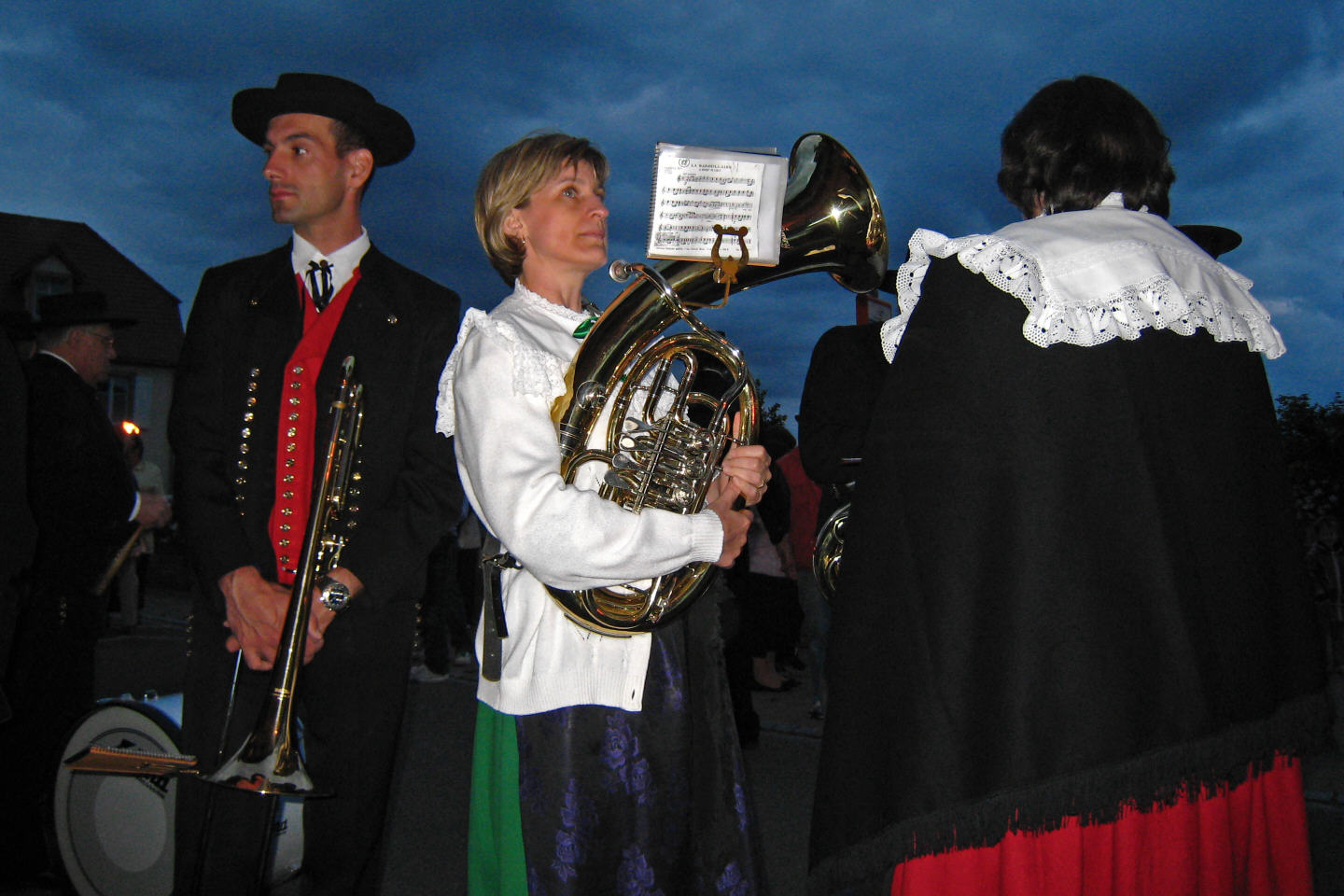
Imagen de una pequeña banda sinfónica europea.

### Con orquesta
La orquesta es un conjunto de instrumentos de todas las familias (cuerda, viento y percusión), de las cuales la principal es la familia de la cuerda, y de esta el instrumento principal es el violín. 
Con esta definición se puede ver que la principal diferencia entre una orquesta y una banda sinfónica es la familia de instrumentos protagonista: cuerda para la orquesta y viento para la banda; además, el instrumento principal de una orquesta es el violín, el cual no puede participar en una banda, ya sea sinfónica o no, mientras que en una banda el instrumento principal es el clarinete.
Eso es en la familia de cuerda.
Aunque hay que remarcar que hay instrumentos como la guitarra que puede aparecer aunque no sea habitual

## Estructura
La estructura aproximada de una banda sinfónica es la siguiente:
- Dos flautines
- Doce flautas
- Tres oboes
- Un corno inglés
- Tres fagotes
- Un contrafagot
- Doce o quince (uno de ellos concertino) clarinetes
- Dos requintos
- Dos clarinetes altos
- Dos clarinetes bajos
- Dos saxofones sopranos
- Ocho saxofones altos
- Cuatro saxofones tenores
- Dos saxofones barítonos
- Un saxofón bajo
- Cuatro fliscornos
- Ocho trompas/cornos
- Ocho trompetas
- Cuatro (uno de ellos trombón bajo) trombones
- Tres bombardinos
- Seis tubas
- Seis  violonchelos
- Dos contrabajos
- Instrumentos de percusión